# Dubeczno
Dubeczno [pronunciación en polaco: /duˈbɛt͡ʂnɔ/] es un asentamiento ubicado en el distrito administrativo de Gmina Hańsk, dentro del condado de Włodawa, voivodato de Lublin, en el este de Polonia. Se encuentra a unos 3 kilómetros al noreste de Hańsk, 17 kilómetros al suroeste de Włodawa, y a 63 kilómetros al este de la capital regional Lublin.